# Thyrfing
Thyrfing — викинг-метал-группа из Швеции. Название коллектива взято из скандинавской мифологии и переводится как «Меч тролля». По легенде меч был выкован гномами Дурином и Двалином для короля Свафрлами, который приходился внуком Одину. Но гномы выковывали меч не по своему желанию, а по принуждению. Таким образом на меч было наложено проклятие с целью причинить смерть Свафрлами.

## История
Группа Thyrfing сформировалась в 1994 году из другой группы под названием Pantheon. Пару месяцев спустя было записано первое демо группы Solen Svartnar («Солнце чернеет»). Лирика альбома была посвящена скандинавской мифологии, в частности мифам о Рагнарёке. Демо было издано самостоятельно тиражом в 100 копий и разослано по музыкальным журналам и лейблам звукозаписи.
В 1996 году новым участником группы становится Thomas Vaananen из Pantheon. Вместе с ним было записано второе демо Hednaland («Земля язычников»).
В 1997 году был подписан контракт с лейблом Hammerheart Records. Лейбл хотел выпустить демо Hednaland на кассетах, но по предложению от группы был выпущен дебютный альбом на CD. Запись альбома проходила в июле в Sunlight Studio.
Второй альбом под названием Valdr Galga записывался в студии Abyss Studio и был выпущен в марте 1999 года. В том же году с группой связался лейбл Grim Rune Productions с предложением издать их первое демо, которое было впоследствии выпущено тиражом в 300 копий в качестве EP. Далее последовало первое выступление за рубежом на фестивале Dynamo Open Air.
Вскоре одно из подразделений лейбла Hammerheart Records Unveiling The Wicked Records выпускает первые две демозаписи на одном CD тиражом в 2000 копий.

## Дискография
- 1995 — Solen Svartnar (демо)
- 1996 — Hednaland (демо)
- 1998 — Thyrfing
- 1999 — Valdr Galga
- 1999 — Solen Svartnar (мини-альбом)
- 1999 — Hednaland (сборник)
- 2000 — Urkraft
- 2002 — Vansinnesvisor
- 2005 — Farsotstider
- 2008 — Hels Vite
- 2013 — De Ödeslösa
- 2021 — Vanagandr

## Участники
- Jens Rydén — вокал (Profundi; ex- Naglfar) (2007-)
- Patrik Lindgren — гитара (1995-)
- Fredrik Hernborg — гитары (2008–present)
- Joakim «Jocke» Kristensson — бас-гитара (2012 -) (Rutthna), ударные (1995-2012)
- Peter Lof — синтезатор (1995-)
- Danny Ekdahl — барабаны (Raise Hell, Siebenburgen, Rutthna) (2012 - )

### Бывшие участники
- Thomas Väänänen — вокал (1996-2006)
- Vintras — гитара (1997-1998)
- Henrik Svegsjö — гитара (1998-2007)
- Kimmy Sjolund — бас (1995-2012)